# Uwe Adler
Uwe Adler (Halle, 30 maggio 1944) è un ex pentatleta tedesco.

## Palmarès
In carriera ha conseguito i seguenti risultati:
per la  Germania Est:
- Mondiali:

Lipsia 1965: bronzo nel pentathlon moderno a squadre.
Melbourne 1966: bronzo nel pentathlon moderno a squadre.